# Vuelta a España 2025/20. Etappe
Die 20. Etappe der Vuelta a España 2025 findet am 13. September 2025 statt. Sie bildet die zehnte und finale Bergankunft der 80. Austragung des spanischen Etappenrennens. Das Ziel befindet sich dabei in Bola del Mundo, der mit einer Höhe von 2251 Metern den höchsten Punkt des Rennens darstellt. Gestartet wird der Abschnitt in Robledo de Chavela, ehe es über 165,6 Kilometer geht. Dabei stehen mit der Alto del León und dem Puerto de Navacerrada zwei bekannte Pässe der Sierra de Guadarrama auf dem Programm. Nach der Zielankunft werden die Fahrer insgesamt 3078,2 Kilometer absolviert haben, was 96,5 % der Gesamtdistanz der Rundfahrt entspricht.

## Streckenführung
Kurz nach dem Start in Robledo de Chavela beginnt die Auffahrt auf die Alto de la Escondida (1260 m), der über eine kleine Nebenstraße erfolgt, die die AV-561 mit der CL-505 verbindet. Auf der Kuppe wird nach 13,6 Kilometern eine Bergwertung der 3. Kategorie abgenommen, ehe die Fahrer der CL-505/M-505 in Richtung Osten folgen und nach einer kurzen Abfahrt den Anstieg des Puerto de la Paradilla (1343 m) in Angriff nehmen. Dieser gilt ebenfalls als Bergwertung der 3. Kategorie und wird nach 26,4 Kilometern überquert. Nach einer längeren Abfahrt folgt eine nicht-kategorisierte Steigung bei San Lorenzo de El Escorial, bevor es von Guadarrama auf die Alto del León (1511 m) geht. Dieser Anstieg der 2. Kategorie weist auf einer Länge von sieben Kilometern eine durchschnittliche Steigung von 7,2 % auf. Nachdem die Passhöhe nach 59 Kilometern erreicht wurde, geht es bergab nach La Estación de El Espinar, ehe ein längeres Flachstück über die N-603 bis kurz vor Segovia führt. Vorbei am Schloss La Granja geht es nun auf den Puerto de Navacerrada (1854 m), dessen Nordauffahrt als Bergwertung der 1. Kategorie klassifiziert wurde. Der 6,9 Kilometer lange Anstieg weist dabei eine Durchschnittssteigung von 7,6 % auf. Auf der Passhöhe wird zudem 49,8 Kilometer vor dem Ziel ein Bonussprint ausgefahren. Die anschließende Abfahrt führt die Fahrer nach Cercedilla, wo 38 Kilometer vor dem Ziel der einzige Zwischensprint erfolgt. Nun absolvieren die Fahrer eine kleine Schleife über Los Molinos, Collado Mediano und Becerril de la Sierra, bevor der Puerto de Navacerrada von Navacerrada aus ein zweites Mal befahren wird.
Dieses Mal führt die Schlusssteigung jedoch über den Puerto de Navacerrada hinaus nach Bola del Mundo. Die ersten neun Kilometer verlaufen dabei über die Südauffahrt des Puerto de Navacerrada, die im Schnitt mit 7,3 % ansteigen. Die Auffahrt erfolgt dabei auf einer breiten Straße, die nur wenige Kurven beinhaltet. Auf der Passhöhe biegen die Fahrer nach einem kurzen Flachstück rechts auf eine kleine Nebenstraße ab, auf der die letzten 3,2 Kilometer absolviert werden müssen. Hier liegt der Steigungsschnitt bei 12,5 %, wobei Rampen von mehr als 20 % befahren werden müssen. Insgesamt wird der 13,1 Kilometer lange Schlussanstieg mit einer Durchschnittssteigung von 8,1 % angegeben. Im Ziel wird auf einer Höhe von 2251 Metern eine Bergwertung der Categoría especial (ESP) abgenommen.
|                             | Ort                    | Kilometer | Länge (km) | Höhe (m) | Ø Steigung |
| --------------------------- | ---------------------- | --------- | ---------- | -------- | ---------- |
| Start                       | Robledo de Chavela     | 0,0       |            |          |            |
| Bergwertung (3. Kategorie)  | Alto de la Escondida   | 13,6      | 9          | 1260     | 4 %        |
| Bergwertung (3. Kategorie)  | Puerto de la Paradilla | 26,4      | 5,8        | 1343     | 5,4 %      |
| Bergwertung (2. Kategorie)  | Alto del León          | 59        | 7          | 1511     | 7,2 %      |
| Bergwertung (3. Kategorie)  | Puerto de Navacerrada  | 115,8     | 6,9        | 1854     | 7,6 %      |
| Bonussprint                 | Puerto de Navacerrada  | 115,8     |            |          |            |
| Zwischensprint              | Cercedilla             | 127,6     |            |          |            |
| Bergwertung (ESP Kategorie) | Bola del Mundo         | 165,6     | 13,1       | 2251     | 8,1 %      |
| Ziel                        | Bola del Mundo         | 165,6     |            |          |            |

## Ergebnis
| \| Etappenergebnis \| Etappenergebnis \| Etappenergebnis \| Etappenergebnis \| Etappenergebnis \| \| Fahrer \| Fahrer \| Land \| Team \| Zeit \| \| --------------- \| --------------- \| --------------- \| --------------- \| --------------- \| |        |      |      |      |
| |        |      |      |      |
| Quelle: ProCyclingStats |        |      |      |      |
| Etappenergebnis |        |      |      |      |
| Fahrer | Fahrer | Land | Team | Zeit |

## Gesamtstände
| \| Gesamtwertung \| Gesamtwertung \| Gesamtwertung \| Gesamtwertung \| Gesamtwertung \| \| Fahrer \| Fahrer \| Land \| Team \| Zeit \| \| ------------- \| ------------- \| ------------- \| ------------- \| ------------- \| |        |      |      |      |
| |        |      |      |      |
| Quelle: ProCyclingStats |        |      |      |      |
| Gesamtwertung |        |      |      |      |
| Fahrer | Fahrer | Land | Team | Zeit |

| Punktewertung | Punktewertung | Punktewertung | Punktewertung | Punktewertung |
| Fahrer        | Fahrer        | Land          | Team          | Punkte        |
| ------------- | ------------- | ------------- | ------------- | ------------- |

| Bergwertung | Bergwertung | Bergwertung | Bergwertung | Bergwertung |
| Fahrer      | Fahrer      | Land        | Team        | Punkte      |
| ----------- | ----------- | ----------- | ----------- | ----------- |

| Nachwuchswertung | Nachwuchswertung | Nachwuchswertung | Nachwuchswertung | Nachwuchswertung |
| Fahrer           | Fahrer           | Land             | Team             | Zeit             |
| ---------------- | ---------------- | ---------------- | ---------------- | ---------------- |

| Mannschaftswertung | Mannschaftswertung | Mannschaftswertung | Mannschaftswertung |
| Team               | Team               | Land               | Zeit               |
| ------------------ | ------------------ | ------------------ | ------------------ |